# Pauropus australis
Pauropus australis är en mångfotingart som beskrevs av Harrison 1914. Pauropus australis ingår i släktet grovfåfotingar, och familjen fåfotingar. Inga underarter finns listade i Catalogue of Life.